# Anathallis angustilabia
Anathallis angustilabia är en orkidéart som först beskrevs av Rudolf Schlechter, och fick sitt nu gällande namn av Alec M. Pridgeon och Mark W. Chase. Anathallis angustilabia ingår i släktet Anathallis och familjen orkidéer. Inga underarter finns listade i Catalogue of Life.